# Pacifigorgia rubicunda
Pacifigorgia rubicunda är en korallart som beskrevs av Breedy och Rafael Guzmán 2003. Pacifigorgia rubicunda ingår i släktet Pacifigorgia och familjen Gorgoniidae. Inga underarter finns listade i Catalogue of Life.